# Bitay László

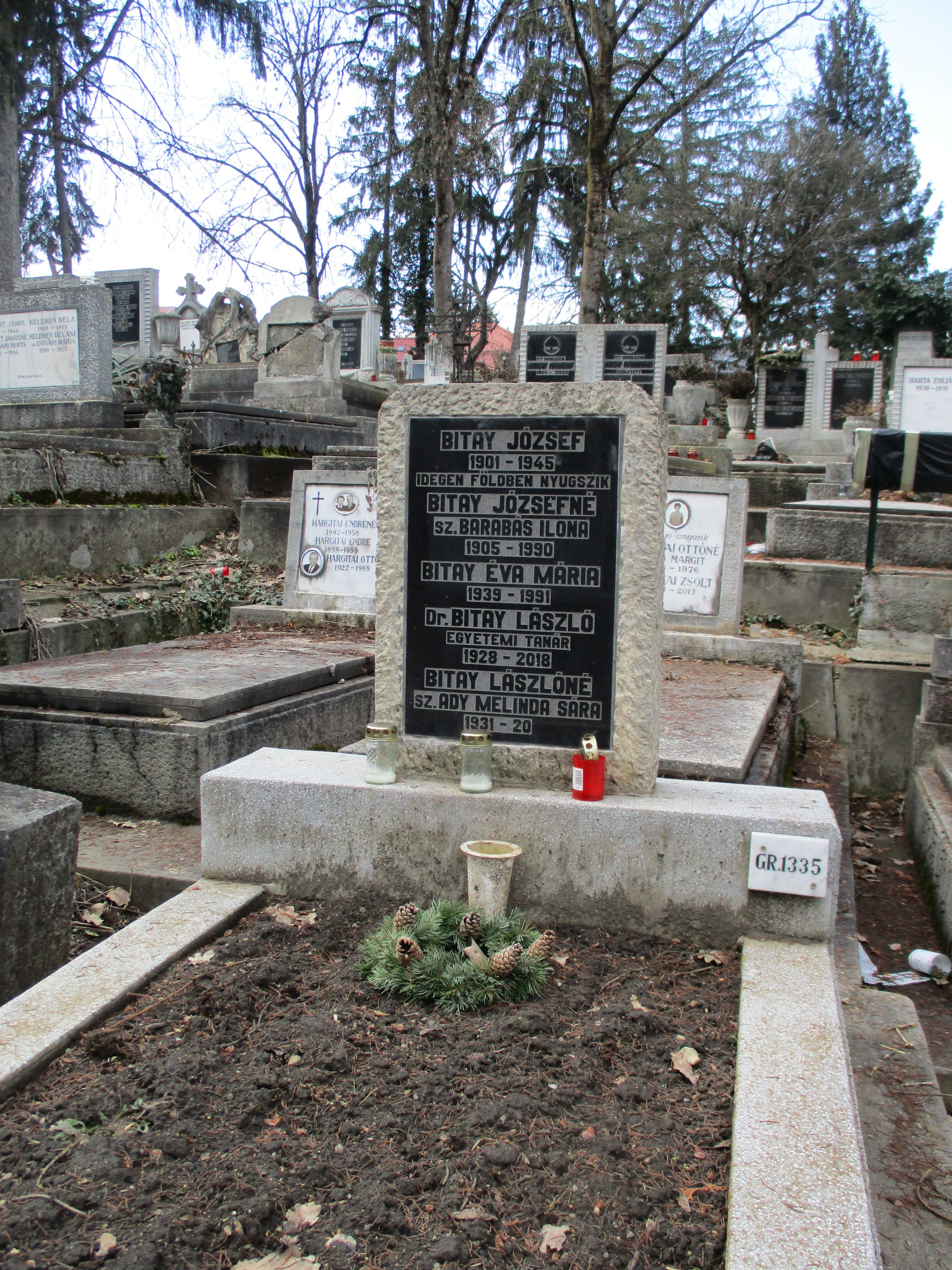
Családi síremléke a Házsongárdi temetőben (Kertek, topo: GR 1355)

Bitay László (Brassó, 1928. április 17. – Kolozsvár, 2018. október 14.) erdélyi matematikus, matematikatörténész, egyetemi oktató.

## Élete és munkássága
A kolozsvári piarista gimnázium diákja volt, amikor 1944 őszén, 16 évesen deportálták a Szovjetunióba, ahol 11 hónapot töltött. A kolozsvári Bolyai Tudományegyetemen végzett 1951-ben, ahol azután 1962-ig (1959 után már az egyesített egyetemen) tanított. 1962–1988 között a kolozsvári Műszaki Egyetem adjunktusa. 1975-ben doktorált a kolozsvári Babeș–Bolyai Tudományegyetemen, témája a hiperbolikus geometria, tézisének címe: A hiperbolikus terek vizsgálata. A Matlap szerkesztőbizottságának tagja volt. Számos matematikatörténeti írást közölt különböző lapokban. 1988-tól nyugdíjas volt.

## Könyvei
- Matematikatörténeti mozaik, Dacia Könyvkiadó, Kolozsvár, 1984
- Aforizmák, anekdoták, matematikusokról, matematikáról, Radó Ferenc Matematikaművelő Társaság, Kolozsvár, 1999
- Mi a Bolyai-geometria, Stúdium Könyvkiadó, Kolozsvár, 2003